# Postgiro
El Postgiro (conegut com a "Volta a Noruega") va ser una competició ciclista per etapes femenina que es disputava anualment a Noruega. Creat el 1983 va durar fins al 1993. De 1992 a 1933 es va conèixer com a Volta a l'Oest de Noruega.

## Palmarès
| Any  | Vencedora             | Segona                | Tercera               |
| ---- | --------------------- | --------------------- | --------------------- |
| 1983 | Sandra Schumacher     |                       |                       |
| 1984 | Unni Larsen           | Maria Canins          | Maria Blower          |
| 1985 | Maria Canins          | Jeannie Longo         | Nadejda Kibardina     |
| 1986 | Maria Canins          | Inga Thompson         | Brigitte Gyr-Gschwend |
| 1987 | Jeannie Longo         | Laima Zilporite       | Heleen Hage           |
| 1988 | Bunki Bankaitis-Davis | Unni Larsen           | Heleen Hage           |
| 1989 | Roberta Bonanomi      | Brigitte Gyr-Gschwend | Hanne Rasmussen       |
| 1990 | Catherine Marsal      | Bunki Bankaitis-Davis | Karina Skibby         |
| 1991 | No disputat           |                       |                       |
| 1992 | Luzia Zberg           | Barbara Heeb          | Tone Fossum           |
| 1993 | Monica Valvik-Valen   | Luzia Zberg           | Alison Sydor          |